# فوجی‌فیلم فاین‌پیکس اس۲۰۰ایی‌ایکس‌آر
فوجی‌فیلم فاین‌پیکس اس۲۰۰ایی‌ایکس‌آر (به انگلیسی: Fujifilm FinePix S200EXR) یک دوربین عکاسی ساخت شرکت فوجی‌فیلم است.